# Лошадеобразные
Лошадеобразные (лат. Hippomorpha) — подотряд непарнокопытных, включающий в себя семейство лошадиных и всех вымерших представителей отряда, более близких им, чем носорогообразным, тапирообразным и другим вымершим подотрядам.

## Эволюционная история
Появились в эоцене. Палеотериевые, известные прежде всего по находкам из Европы и включавшие гиракотериев, вымерли в олигоцене. Собственно лошадиные, однако, широко распространились по всему миру. В развитии этой группы по ископаемым находкам хорошо прослеживается уменьшение количества пальцев, удлинение конечностей и прогрессирующие приспособление зубов к жёсткой травянистой пище.

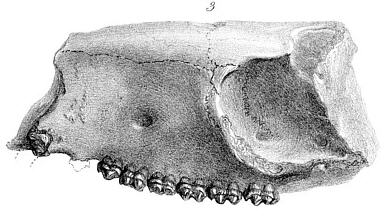
BMNH C21361, второй образец
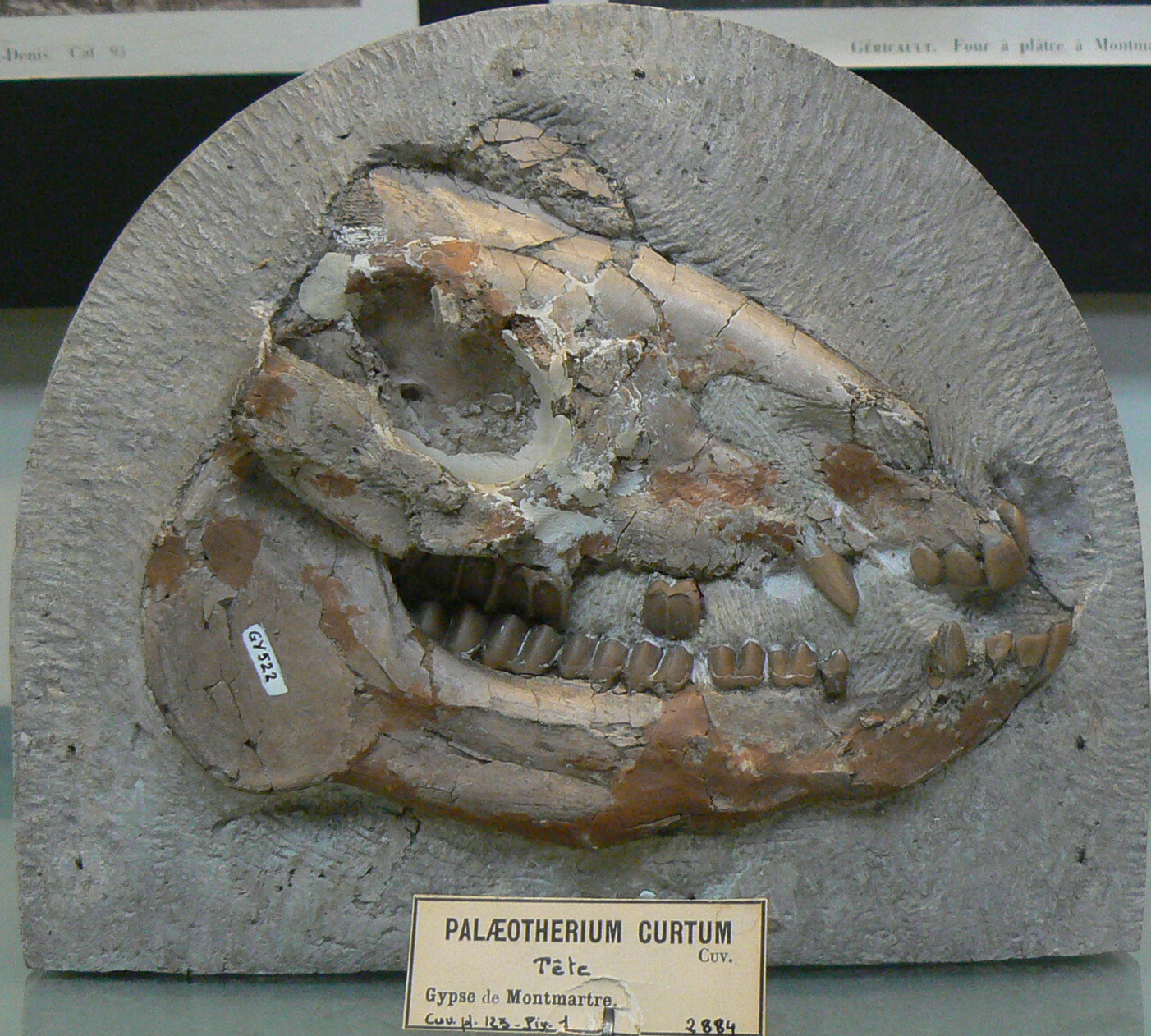
Ископаемый череп вида Palaeotherium curtum
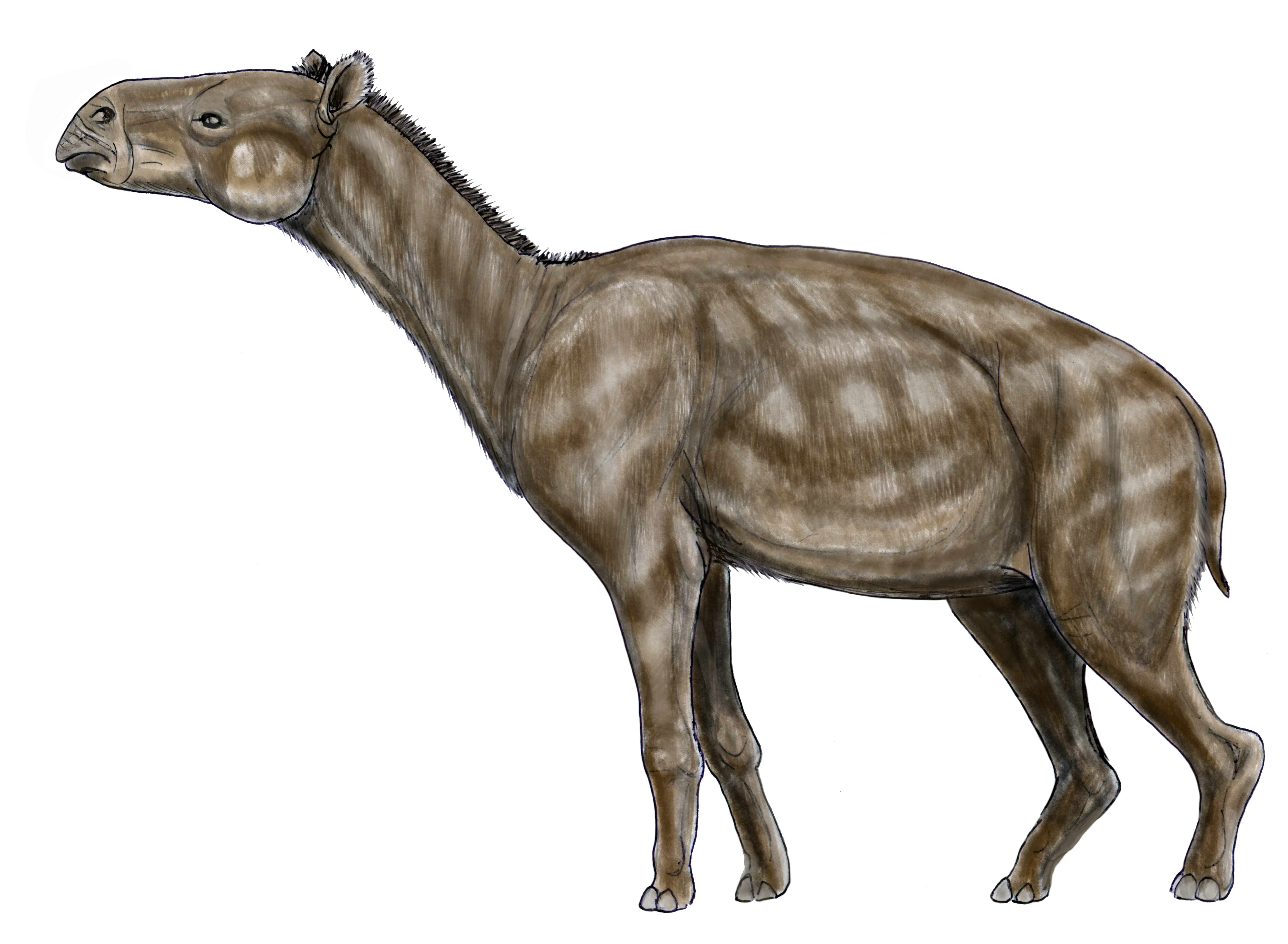
Реконструкция P. magnum

## Классификация

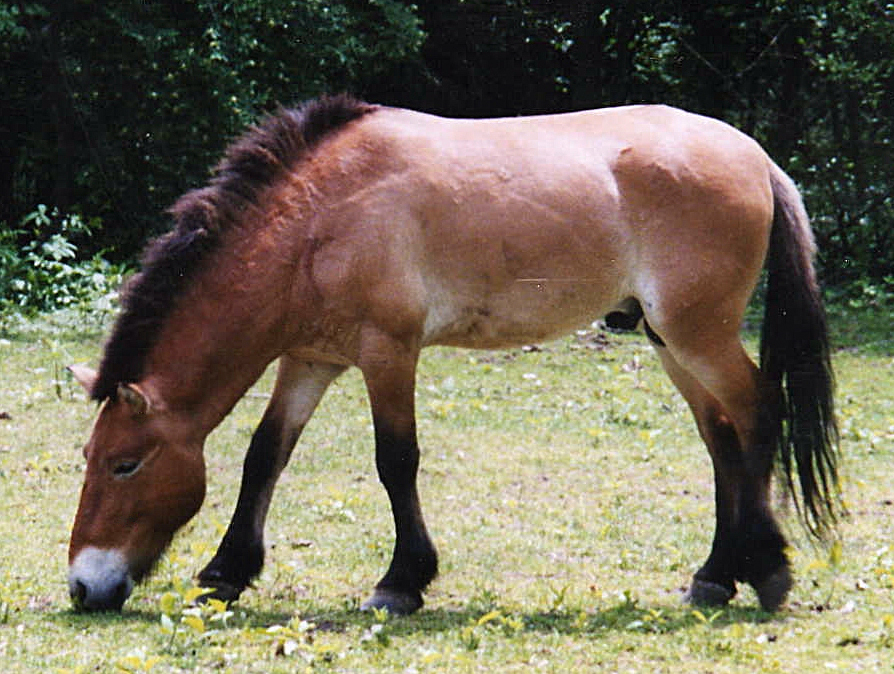
Лошадь Пржевальского (Equus przewalskii)

Только 1 из 5 семейств лошадеобразных дожило до наших дней. Всего насчитывается 9 современных (из десятков существовавших) видов в одном роду. Все они перечислены ниже (слово «вид» не указывается):
- Отряд Непарнокопытные
  - Подотряд Лошадеобразные
    - †Семейство Hyopsodontidae[1]
    - †Семейство Pachynolophidae[2]

  - Надсемейство Equoidea
    - †Indolophidae[3]
    - †Семейство Палеотериевые (вероятно также, являются базальными представителями отряда)
    - Семейство лошадиные (Equidae)
      - Род лошади, или настоящие лошади (Equus)
        - Подрод зебры и лошади
          - Бурчеллова зебра (Equus quagga) (ранее Equus burchelli)
          - Горная зебра (Equus zebra)
          - Зебра Греви (Equus grevyi)
          - Дикая лошадь (Equus ferus)
          - Домашняя лошадь (Equus caballus)

        - Подрод полуослы
          - Кианг (Equus kiang)
          - Кулан (Equus hemionus)

        - Подрод ослы
          - Дикий осёл (Equus africanus)
          - Домашний осёл (Equus asinus)